# 이도익
이도익(李度翼, 1865년 음력 4월 18일 ~ 1942년 양력 10월 27일)은 대한제국의 관료 출신으로 일제강점기에 조선총독부 중추원 참의를 지냈다.

## 생애
본관은 연안으로 1894년 법부아문의 주사가 된 뒤 관리로 근무했다. 대한제국의 법부 주사와 한성재판소 검사를 거쳤고, 농상공부, 궁내부, 시종원 등지에서 일했다. 1907년 탁지부 서기관에 올랐다.
한일 병합 조약이 체결된 1910년 조선총독부 산하에 자문 기관인 중추원이 설치되자 부찬의에 임명되었고, 부찬의로 11년간 재직하다가 1921년 중추원 편제 개편 후 중추원 참의가 되었다. 1912년에 일본 정부로부터 한국병합기념장을 수여받은 바도 있다.
1916년 이후 조선총독부가 반도사 편찬사업을 시작했을 때 조사주임을 맡았다. 반도사의 편찬은 조선을 일본에 동화시켜 조선인을 일본제국의 신민으로 만드는 데 목적이 있었으며, 일본인 학자들의 집필 작업에 앞서 중추원 찬의, 부찬의들을 조사주임으로 임명해 자료 수집을 담당하게 하였다. 반도사 편찬사업은 이후 조선사편수회로 연결되었다.
2002년 발표된 친일파 708인 명단과 2008년 공개된 민족문제연구소의 친일인명사전 수록예정자 명단에 모두 수록되었고, 2007년 대한민국 친일반민족행위진상규명위원회가 발표한 친일반민족행위 195인 명단에도 포함되었다.

## 같이 보기
- 조선총독부 중추원

## 참고자료
- 친일반민족행위진상규명위원회 (2007년 12월). 〈이도익〉 (PDF). 《2007년도 조사보고서 II - 친일반민족행위결정이유서》. 서울. 758~762쪽쪽. 발간등록번호 11-1560010-0000002-10. [깨진 링크(과거 내용 찾기)]